# 투렛 증후군

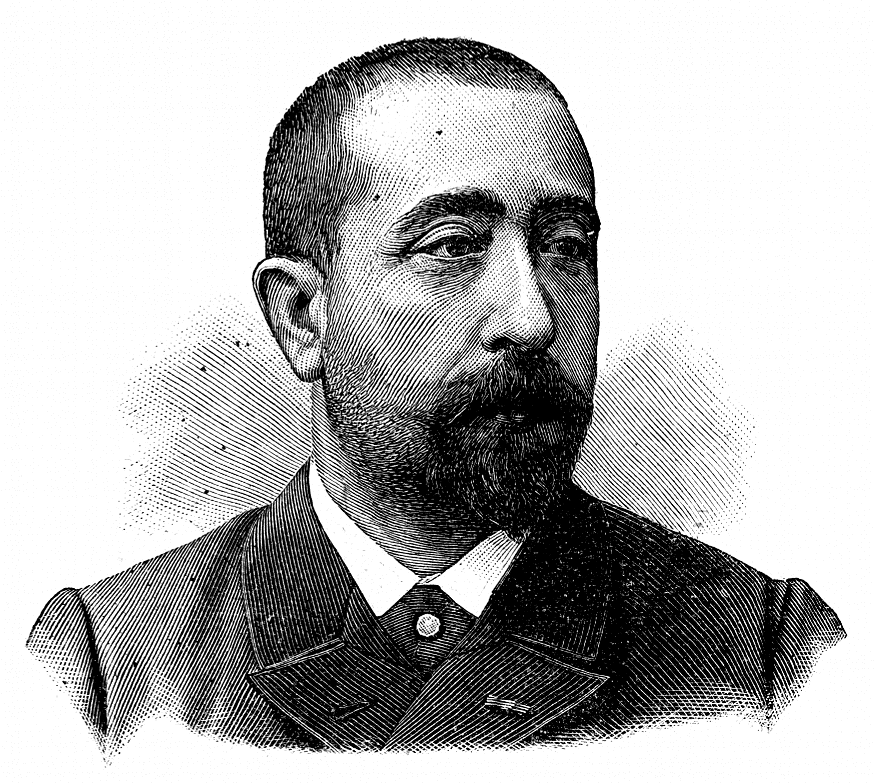

투렛 증후군(Tourette syndrome)이란 신경학적인 유전병이다. 순간적으로 어떤 행동을 하게 되거나 소리를 내는 등의 경련(틱)을 일으키는 것이 특징이다. '투렛증후군'이라는 병명은 이 질병을 제일 처음 보고했던 프랑스의 의사, 조르주 질 드 라 투레트의 이름에서 유래하였다.
투렛증후군은 일반적으로 유전되며, 아동기에 증세가 나타나기 시작한다. 투렛증후군 환자는 평범한 수준의 지능과 소득 수준을 지니고 있는 경우가 많다. 일반적으로 증세는 나이가 들수록 차츰 나아진다. 어른의 경우 투렛증후군에 심하게 시달리는 경우는 매우 드물다. 투렛증후군 환자중 모욕증 환자의 비율은 15% 미만이다.
투렛증후군의 증세가 극히 심하여 생명을 위협하는 경우에는, 뇌 수술을 하여 이를 치료할 수도 있다. 하지만 대부분의 경우엔 굳이 수술을 할 필요가 없고, 약물 치료등의 다양한 치료법을 통하여 경련을 조절할 수 있다.

## 증상
- 눈 깜빡거림
- 헛기침
- 이상한 소리 반복해서 내기

등등 반복적 비정상적인 행동들을 틱 이라고 한다.

## 같이 보기
- 틱장애
- 강박장애